# Jeffrey Bowyer-Chapman
Jeffrey Bowyer-Chapman (Edmonton; 21 de octubre de 1984) es un actor y modelo canadiense. Es conocido por sus apariciones en películas y televisión, especialmente como Jay en la comedia de humor negro de Lifetime Unreal (2015-2018).

## Biografía
Bowyer-Chapman, cuyo apellido es la unión de los apellidos de sus padres adoptivos, nació en 1984 en Edmonton, Alberta; fue adoptado cuando tenía 12 días de nacido. Su hermano menor biológico es Cleyon Laing, ala defensiva de los Argonautas de Toronto. Su padre biológico es jamaicano.
Bowyer-Chapman fue criado, con una hermana, en Rimbey, una pequeña ciudad "predominantemente caucásica " de menos de 2000 personas, que él dice que las personas en el área se refieren como "la Texas del norte". Según Bowyer-Chapman, en la región predominaba "el petróleo y el gas, la agricultura y la ganadería" y crecer allí como un hombre gay birracial era similar a "un experimento social enfermo". Él estaba, en sus propias palabras, "expuesto a mucho a una edad muy temprana y esperaba ser muy adulto en situaciones muy extrañas".
Bowyer-Chapman vivió en Red Deer, Alberta, hasta su adolescencia, momento en el que se mudó a Vancouver, luego trabajó como modelo y comenzó a viajar a los 15 años por Europa, Sudáfrica y toda América del Norte. Terminó en Vancouver nuevamente a los 21 años, que fue cuando comenzó a actuar en televisión y cine. Hizo su primera película, luego se mudó a Nueva York, viviendo allí durante siete años antes de mudarse a Los Ángeles en septiembre de 2016.

## Carrera
Bowyer-Chapman comenzó su carrera como modelo a los 15 años después de que amigos y maestros de escuela lo empujaron hacia ese camino profesional. Su primera sesión de prueba fue en Calgary. Comenzó a ganar mejores sueldos alrededor de los 18 o 19 años, filmando publicidades, catálogos y campañas para marcas como Levi's y American Apparel.
Además del modelaje, Bowyer-Chapman también comenzó su carrera como actor, haciendo su debut en la película de temática gay Shock to the System (2006). Fue nombrado uno de los "Cinco de los mejores..." en el artículo de 2007 de la revista Out "Canada's Coolest" y fue incluido en la edición especial de 2009 de la revista Mwinda "Los 10 africanos más bellos del entretenimiento". Ha modelado en muchos lugares, incluidos EE. UU., Canadá, Sudáfrica y Europa. 
Apareció en las series de televisión Noah's Arc y The L Word, y también en la película The Break-Up Artist (2009). De 2009 a 2011, Bowyer-Chapman tuvo un papel recurrente en la serie de Syfy, Stargate Universe.
En 2012, protagonizó junto a Jussie Smollett la comedia romántica de temática LGBT de Patrik-Ian Polk, The Skinny. En 2015, comenzó a protagonizar junto a Constance Zimmer y Shiri Appleby la aclamada comedia de Lifetime, Unreal, interpretando el papel de Jay, un productor gay de telerrealidad. En 2016, Bowyer-Chapman apareció en la película Dirty Grandpa.
En 2018, Bowyer-Chapman se unió al elenco de la serie American Horror Story para su octava temporada, subtitulada Apocalypse. 
En septiembre de 2019, fue anunciado como uno de los tres jueces permanentes en Canada's Drag Race, la versión canadiense de RuPaul's Drag Race.

## Vida personal
Bowyer-Chapman es gay.

## Filmografía

### Películas
| Año  | Título                | Papel           | Notas                       |
| ---- | --------------------- | --------------- | --------------------------- |
| 2006 | Shock to the System   | Levon           |                             |
| 2007 | I Know What I Saw     | Marco           | Película para la televisión |
| 2007 | The Brown Bag Mystery | Justin          | Cortometraje                |
| 2008 | On the Bus            | Jeremy          | Cortometraje                |
| 2009 | Encounter with Danger | Mr. Gaitan      | Película para la televisión |
| 2009 | The Break-Up Artist   | Steven          |                             |
| 2010 | Another Brief Moment  | Trevor          | Cortometraje                |
| 2010 | Dear Mr. Gacy         | Male hustler    |                             |
| 2012 | The Skinny            | Joey            |                             |
| 2012 | Grave Encounters 2    | Vlogger         |                             |
| 2013 | Lucille's Ball        | Walter          |                             |
| 2015 | Stray                 | Alex            | Cortometraje                |
| 2016 | Dirty Grandpa         | Bradley         |                             |
| 2016 | Tao of Surfing        | Val Stone       |                             |
| 2017 | Love by the 10th Date | Freddy Mitchell | Película para la televisión |
| 2019 | Falling Inn Love      | Dean            |                             |

### Televisión
| Año       | Título                            | Papel               | Notas                           |
| --------- | --------------------------------- | ------------------- | ------------------------------- |
| 2006      | Stargate SG-1                     | Server              | Episodio: "Memento Mori"        |
| 2006      | Noah's Arc                        | Asistente de Brandy | Episodio: "Under Pressure"      |
| 2007      | The Virgin of Akron, Ohio         | Brick               |                                 |
| 2007      | The L Word                        | Cowboy              | Episodio: "Livin' La Vida Loca" |
| 2009–2011 | Stargate Universe                 | Pvt. Darren Becker  | 19 Episodios                    |
| 2011      | Fairly Legal                      | Server              | Episodio: "Coming Home"         |
| 2011      | Warehouse 13                      | Jalapeño            | Episodio: "Trials"              |
| 2009–2012 | Iron Man: Armored Adventures      | Black Panther       | 4 Episodios                     |
| 2013      | Hatfields & McCoys                | Owen Rodney         |                                 |
| 2015–2018 | UnREAL                            | Jay                 |                                 |
| 2017      | RuPaul's Drag Race                | Juez invitado       | Good Morning Bitches            |
| 2018      | RuPaul's Drag Race: All Stars     | Juez invitado       | The B*tchelor                   |
| 2018      | American Horror Story: Apocalypse | Andre Stevens       | 3 Episodios                     |
| 2020–     | Canada's Drag Race                | Juez                |                                 |
| 2020      | RuPaul's Drag Race: All Stars     | Juez invitado       | Snatch Game of Love             |